# ジューンテイク
ジューンテイク（欧字名:June Take、2021年3月27日 - ）は、日本の競走馬。主な勝ち鞍に2024年の京都新聞杯。
馬名の意味は、冠名＋「取る」。

## 経歴

### 2歳（2023年）
7月8日中京芝1400mの2歳新馬戦に2番人気で出走。道中好位追走から直線で外から追い込んで差し切りデビュー戦を勝利で飾る。重賞初挑戦となった8月27日のGIII新潟2歳ステークスでは出遅れが響いて10着と大敗すると、9月のききょうステークスと11月の黄菊賞では共に4着に敗れる。12月3日のこうやまき賞では3番手追走から最後の直線でレガーロデルシエロとの追い比べを3/4差で制して2勝目を挙げる。中1週で挑んだ12月17日のGI・朝日杯フューチュリティステークスは11番人気と完全に伏兵評価だったが、中団後方で脚を溜めて直線で外から脚を伸ばし、4着と健闘した。

### 3歳（2024年）
2月24日のすみれステークス（L）では後方追走から直線でしぶとく脚を伸ばしたが先に抜け出したサンライズアースを捕え切れず2着。続く若葉ステークス（L）では中団追走も直線で伸びを欠き5着と勝ち切れずにいた。5月4日の京都新聞杯では道中好位のインを追走し直線で鋭く脚を伸ばすと逃げ粘るウエストナウを1馬身差でかわして重賞初制覇を果たした。5月26日の日本ダービーは10着大敗。
ダービーから約4か月の休養を挟み、9月22日の神戸新聞杯で復帰。最後の直線で逃げるメイショウタバルを猛然と追い込み、半馬身差及ばなかったものの2着に入り菊花賞の優先出走権を獲得した。
しかし、10月2日に武調教師が左前脚屈腱炎を発症していたことを明かし、菊花賞は回避することになった。JRAの発表では、9か月以上の休養を余儀なくされるという。

## 競走成績
以下の内容は、JBISサーチおよびnetkeiba.comの情報に基づく。
| 競走日     | 競馬場 | 競走名       | 格   | 距離（馬場）  | 頭 数 | 枠 番 | 馬 番 | オッズ （人気） | 着順 | タイム （上り3F） | 着差 | 騎手        | 斤量 [kg] | 1着馬（2着馬）         | 馬体重 [kg] |
| ---------- | ------ | ------------ | ---- | ------------- | ----- | ----- | ----- | --------------- | ---- | ----------------- | ---- | ----------- | --------- | ---------------------- | ----------- |
| 2023.07.08 | 中京   | 2歳新馬      |      | 芝1400m（良） | 9     | 6     | 6     | 003.70（2人）   | 01着 | R1:23.7（35.0）   | -0.2 | 0岩田望来   | 55        | （ラシェンテ）         | 472         |
| 0000.08.27 | 新潟   | 新潟2歳S     | GIII | 芝1600m（良） | 12    | 6     | 7     | 062.20（9人）   | 10着 | R1:35.3（33.1）   | -1.5 | 0富田暁     | 55        | アスコリピチェーノ     | 480         |
| 0000.09.16 | 阪神   | ききょうS    | OP   | 芝1400m（良） | 6     | 3     | 3     | 008.90（5人）   | 04着 | R1:21.9（34.6）   | -0.4 | 0岩田望来   | 55        | クイックバイオ         | 476         |
| 0000.11.12 | 京都   | 黄菊賞       | 1勝  | 芝2000m（良） | 7     | 7     | 7     | 019.90（6人）   | 04着 | R2:02.0（35.4）   | -0.2 | 0岩田望来   | 56        | センチュリボンド       | 478         |
| 0000.12.03 | 中京   | こうやまき賞 | 1勝  | 芝1600m（良） | 7     | 6     | 6     | 008.90（4人）   | 01着 | R1:34.0（34.7）   | -0.1 | 0岩田望来   | 56        | （レガーロデルシエロ） | 484         |
| 0000.12.17 | 阪神   | 朝日杯FS     | GI   | 芝1600m（良） | 17    | 7     | 14    | 112.4（11人）   | 04着 | R1:34.0（34.9）   | -0.2 | 0M.デムーロ | 56        | ジャンタルマンタル     | 482         |
| 2024.02.24 | 阪神   | すみれS      | L    | 芝2200m（良） | 10    | 2     | 2     | 006.00（3人）   | 02着 | R2:12.3（34.4）   | -0.3 | 0岩田望来   | 57        | サンライズアース       | 488         |
| 0000.03.16 | 阪神   | 若葉S        | L    | 芝2000m（良） | 9     | 2     | 2     | 004.60（4人）   | 05着 | R2:00.3（34.8）   | -0.6 | 0和田竜二   | 57        | ミスタージーティー     | 486         |
| 0000.05.04 | 京都   | 京都新聞杯   | GII  | 芝2200m（良） | 15    | 1     | 1     | 017.70（8人）   | 01着 | R2:11.2（33.6）   | -0.2 | 0藤岡佑介   | 57        | （ウエストナウ）       | 486         |
| 0000.05.26 | 東京   | 東京優駿     | GI   | 芝2400m（良） | 17    | 2     | 3     | 109.4（14人）   | 10着 | R2:25.3（34.1）   | -1.0 | 0岩田望来   | 57        | ダノンデサイル         | 484         |
| 0000.09.22 | 中京   | 神戸新聞杯   | GII  | 芝2200m（稍） | 14    | 1     | 1     | 005.90（3人）   | 02着 | R2:11.9（35.4）   | -0.1 | 0藤岡佑介   | 57        | メイショウタバル       | 496         |
| 2025.05.10 | 東京   | エプソムC    | GIII | 芝1800m（稍） | 18    | 5     | 10    | 024.60（9人）   | 16着 | R1:46.3（36.5）   | -2.4 | 0藤岡佑介   | 59        | セイウンハーデス       | 488         |
| 0000.06.15 | 阪神   | 宝塚記念     | GI   | 芝2200m（稍） | 17    | 7     | 14    | 210.3（16人）   | 16着 | R2:14.4（39.2）   | -3.3 | 0藤岡佑介   | 58        | メイショウタバル       | 492         |

- 競走成績は2025年6月15日現在

## 血統表
| ジューンテイクの血統            | ジューンテイクの血統                                                        | ジューンテイクの血統                                                        | （血統表の出典）                                                            | （血統表の出典） |
| 父系                            | サンデーサイレンス系                                                        | サンデーサイレンス系                                                        | サンデーサイレンス系                                                        |                  |
| 父 キズナ 2010 青鹿毛           | 父の父ディープインパクト 2002 鹿毛                                          | *サンデーサイレンス                                                         | Halo                                                                        | Halo             |
| 父 キズナ 2010 青鹿毛           | 父の父ディープインパクト 2002 鹿毛                                          | *サンデーサイレンス                                                         | Wishing Well                                                                |                  |
| 父 キズナ 2010 青鹿毛           | 父の父ディープインパクト 2002 鹿毛                                          | *ウインドインハーヘア                                                       | Alzao                                                                       | Alzao            |
| 父 キズナ 2010 青鹿毛           | 父の父ディープインパクト 2002 鹿毛                                          | *ウインドインハーヘア                                                       | Burghclere                                                                  |                  |
| 父 キズナ 2010 青鹿毛           | 父の母*キャットクイル 1990 鹿毛                                             | Storm Cat                                                                   | Storm Bird                                                                  | Storm Bird       |
| 父 キズナ 2010 青鹿毛           | 父の母*キャットクイル 1990 鹿毛                                             | Storm Cat                                                                   | Terlingua                                                                   |                  |
| 父 キズナ 2010 青鹿毛           | 父の母*キャットクイル 1990 鹿毛                                             | Pacific Princess                                                            | Damascus                                                                    | Damascus         |
| 父 キズナ 2010 青鹿毛           | 父の母*キャットクイル 1990 鹿毛                                             | Pacific Princess                                                            | Fiji                                                                        |                  |
| 母 アドマイヤサブリナ 2010 芦毛 | 母の父*シンボリクリスエス 1999 黒鹿毛                                       | Kris S.                                                                     | Robert                                                                      | Robert           |
| 母 アドマイヤサブリナ 2010 芦毛 | 母の父*シンボリクリスエス 1999 黒鹿毛                                       | Kris S.                                                                     | Sharp Queen                                                                 |                  |
| 母 アドマイヤサブリナ 2010 芦毛 | 母の父*シンボリクリスエス 1999 黒鹿毛                                       | Tee Kay                                                                     | Gold Meridian                                                               | Gold Meridian    |
| 母 アドマイヤサブリナ 2010 芦毛 | 母の父*シンボリクリスエス 1999 黒鹿毛                                       | Tee Kay                                                                     | Tri Argo                                                                    |                  |
| 母 アドマイヤサブリナ 2010 芦毛 | 母の母ツィンクルヴェール 2001 芦毛                                          | *サンデーサイレンス                                                         | Halo                                                                        | Halo             |
| 母 アドマイヤサブリナ 2010 芦毛 | 母の母ツィンクルヴェール 2001 芦毛                                          | *サンデーサイレンス                                                         | Wishing Well                                                                |                  |
| 母 アドマイヤサブリナ 2010 芦毛 | 母の母ツィンクルヴェール 2001 芦毛                                          | ツィンクルブライド                                                          | Lyphard                                                                     | Lyphard          |
| 母 アドマイヤサブリナ 2010 芦毛 | 母の母ツィンクルヴェール 2001 芦毛                                          | ツィンクルブライド                                                          | *デビルズブライド                                                           |                  |
| 母系(F-No.)                     | デビルズブライド(USA)系(FN:10)                                              | デビルズブライド(USA)系(FN:10)                                              | デビルズブライド(USA)系(FN:10)                                              |                  |
| 5代内の近親交配                 | サンデーサイレンス 3×3 Lyphard 5×4 Hail to Reason 5×5×5 Northern Dancer 5×5 | サンデーサイレンス 3×3 Lyphard 5×4 Hail to Reason 5×5×5 Northern Dancer 5×5 | サンデーサイレンス 3×3 Lyphard 5×4 Hail to Reason 5×5×5 Northern Dancer 5×5 |                  |

- 半兄ジューンベロシティ（父ロードカナロア）は2023年・2024年・2025年東京ジャンプステークス、2023年阪神ジャンプステークス、2024年東京ハイジャンプ優勝馬。
- そのほかの主な近親にトーセンガーネット、ペールギュント、ミッキースワロー。